# Unai Núñez
Unai Núñez Gestoso (Portugalete, 30 januari 1997) is een Spaans voetballer die doorgaans als centrale verdediger speelt. Hij stroomde in 2017 door vanuit de jeugd van Athletic Bilbao. Núñez debuteerde in 2019 in het Spaans voetbalelftal.

## Clubcarrière
Núñez werd op tienjarige leeftijd opgenomen in de jeugdopleiding van Athletic Bilbao. Hij debuteerde in 2015 voor Baskonia, de satellietclub van Bilbao. In juni 2016 werd hij bij het tweede elftal gehaald, Bilbao Athletic. Daarvoor speelde hij in seizoen 2016/17 in 33 competitiewedstrijden. De toen net aangestelde coach José Ángel Ziganda nam Núñez in juni 2017 op in de selectie van het eerste elftal van Athletic Bilbao. Hij debuteerde hiervoor op 20 augustus 2017 in de Primera División, tegen Getafe (0–0).
Núñez speelde in zijn eerste seizoen 33 competitiewedstrijden, allemaal vanaf de aftrap. Dat was meteen zijn beste jaar bij Bilbao. Na het vertrek van Ziganda in mei 2018 fungeerde hij onder diens opvolgers vooral als reservespeler. Hij werd in de tweede seizoenshelft van 2020/21 onder coach Marcelino weer even een vaste basisspeler, maar diezelfde Marcelino gunde hem in 2021/22 nog amper speeltijd. Hij bereikte wel in zowel 2019/20 als 2020/21 de finale van de Copa del Rey met Athletic Bilbao. Núñez vertrok in juli 2022 voor een jaar op huurbasis naar Celta de Vigo. Hiervoor speelde hij dat seizoen 36 speelrondes, op-een-na allemaal vanaf de aftrap. Celta verlengde zijn huurperiode daarna met nog een jaar.

## Clubstatistieken
| Seizoen     | Club            | Competitie       | Competitie | Competitie | Beker | Beker | Internationaal | Internationaal | Totaal | Totaal |
| Seizoen     | Club            | Competitie       | Wed.       | Dlp.       | Wed.  | Dlp.  | Wed.           | Dlp.           | Wed.   | Dlp.   |
| ----------- | --------------- | ---------------- | ---------- | ---------- | ----- | ----- | -------------- | -------------- | ------ | ------ |
| 2017/18     | Athletic Bilbao | Primera División | 33         | 1          | 0     | 0     | 3              | 0              | 36     | 1      |
| 2018/19     | Athletic Bilbao | Primera División | 12         | 0          | 2     | 0     | –              | –              | 14     | 0      |
| 2019/20     | Athletic Bilbao | Primera División | 20         | 0          | 6     | 0     | –              | –              | 26     | 0      |
| 2020/21     | Athletic Bilbao | Primera División | 25         | 1          | 4     | 1     | –              | –              | 29     | 2      |
| 2021/22     | Athletic Bilbao | Primera División | 9          | 0          | 0     | 0     | –              | –              | 9      | 0      |
| Club totaal | Club totaal     | Club totaal      | 99         | 2          | 12    | 1     | 3              | 0              | 114    | 3      |
| 2022/23     | → Celta de Vigo | Primera División | 36         | 0          | 3     | 0     | –              | –              | 39     | 0      |
| 2023/24     | → Celta de Vigo | Primera División | 8          | 1          | 0     | 0     | –              | –              | 8      | 1      |
| Club totaal | Club totaal     | Club totaal      | 44         | 1          | 3     | 0     | 0              | 0              | 47     | 1      |

Bijgewerkt t/m 5 oktober 2023.

## Interlandcarrière
Núñez kwam uit voor meerdere Spaanse nationale jeugdteams. Hij won met Spanje –21 het EK –21 van 2019. Núñez debuteerde op 8 september 2019 in het Spaans voetbalelftal, in een met 4–0 gewonnen EK-kwalificatiewedstrijd tegen Faeröer.

## Erelijst
| Competitie            |                 |                 |                 |                 |
| Competitie            | Aantal          | Jaren           |                 |                 |
| Athletic Bilbao       | Athletic Bilbao | Athletic Bilbao | Athletic Bilbao | Athletic Bilbao |
| --------------------- | --------------- | --------------- | --------------- | --------------- |
| Supercopa de España   | 1x              | 2020/21         |                 |                 |
| Spanje –21            |                 |                 |                 |                 |
| Europees kampioen –21 | 1x              | 2019            |                 |                 |